# Berbenno di Valtellina
Berbenno di Valtellina is een gemeente in de Italiaanse provincie Sondrio (regio Lombardije) en telt 4226 inwoners (31-12-2004). De oppervlakte bedraagt 35,7 km², de bevolkingsdichtheid is 119 inwoners per km².

## Demografie
Berbenno di Valtellina telt ongeveer 1607 huishoudens. Het aantal inwoners steeg in de periode 1991-2001 met 1,0% volgens cijfers uit de tienjaarlijkse volkstellingen van ISTAT.
| Jaar | Inwoneraantal |
| ---- | ------------- |
| 1991 | 4135          |
| 2001 | 4177          |

## Geografie
Berbenno di Valtellina grenst aan de volgende gemeenten: Buglio in Monte, Cedrasco, Colorina, Fusine, Postalesio, Torre di Santa Maria.